# Словен градец
Словѐн гра̀дец (на словенски: Slovenj Gradec, в превод на български: Славна крепост; на немски: Windischgrätz, Виндишгрец, известен още като Словенският Грац) е малък град и община в областта Корошка в Северна Словения, намиращ се на няколко километра от словенско-австрийската граница. Населението му е 7712 души (2002).
Словен градец се намира на 45 км западно от Марибор и на 65 км от столицата Любляна.
До 1918 г. околността около града е „немскоговорещ остров“, сред землището на днешната Република Словения. Според преброяването от 1880 г. 75% от населението посочва за роден език немския, а 25% - словенския. Немското население напуска района и се премества в Австрия след края на Първата световна война.

## Селища в общината
Бърда, Гмайна, Голавабука, Градишце, Грашка Гора, Леген, Мислинска Добрава, Памече, Подгорие, Радуше, Селе, Словен Градец, Сподни Разбор, Стари Тръг, Шмаротно при Словен Градец, Шмиклавж, Томашка вас, Тробле, Туришка вас, Водриж, Връхе, Згорни Разбор

## Личности
Родени
- Хуго Волф (1860 - ?), композитор, като сградата на неговото рождение е превърната в музикално училище.
- Роман Безяк (р. 1989), футболист
- Рудолф Голият, български революционер от ВМОРО, четник на Петър Ангелов[1]